# Władcy Aumale

Herb hrabiów d’Aumale

## Panowie d’Aumale
- Guérimfred
- ???? – 1052: Hugon II de Ponthieu
- 1052 – 1053: Enguerrand II de Ponthieu

## Hrabiowie d’Aumale

### Dynastia z Blois
- 1069 – 1115: Odon
- 1115 – 1127: Stefan
- 1127 – 1179: Wilhelm le Gros
- 1179 – 1194: Hawisa

### Dynastia z Dammartin
- 1204 – 1206: Renald de Dammartin
- 1206 – 1214: Szymon de Dammartin
- 1214 – 1234: Filip Hurepel
- 1234 – 1237: Szymon de Dammartin
- 1239 – 1278: Joanna de Dammartin

### Dynastia kastylijska
- 1239 – 1252: Ferdynand III Święty, król Kastylii
- 1252 – 1260: Ferdynand II
- 1260 – 1302: Jan I
- 1302 – 1343: Jan II
- 1343 – 1387: Blanka

### Dynastia d’Harcourt
- 1343 – 1355: Jan V d’Harcourt
- 1355 – 1389: Jan VI d’Harcourt
- 1389 – 1452: Jan VII d’Harcourt

### Dynastia lotaryńska
- 1452 – 1458: Antoni de Vaudémont
- 1458 – 1472: Jan VIII d’Harcourt-Lorraine
- 1472 – 1508: René II Lotaryński
- 1508 – 1547: Klaudiusz de Guise

## Książęta d’Aumale

### Gwizjusze
- 1547 – 1550: Klaudiusz de Guise
- 1550 – 1573: Klaudiusz II d’Aumale
- 1573 – 1595: Karol I d’Aumale
- 1618 – 1638: Anna d’Aumale

### Dynastia sabaudzka
- 1638 – 1641: Ludwik de Savoie-Nemours
- 1641 – 1652: Karol Amadeusz de Savoie-Nemours
- 1652 – 1659: Henryk II de Savoie-Nemours
- 1659 – 1686: Maria Joanna de Savoie-Nemours

### Burbonowie
- 1686 – 1736: Ludwik August Burbon
- 1736 – 1775: Ludwik Karol Burbon
- 1775 – 1793: Ludwik de Penthièvre
- 1814 – 1821: Ludwika Maria de Penthièvre

### Dynastia orleańska
- 1822 – 1897: Henryk Orleański
- 1997 -: Fulko Orleański